# Socha Alexandra Andrejeviče Baranova
Socha Alexandra Andrejeviče Baranova (anglicky Statue of Alexander Andreyevich Baranov, rusky Памятник Александру Андреевичу Баранову) je památník na počest prvního správce ruských osad v Americe Alexandra A. Baranova. Odhalen byl roku 1989 a nacházel se v centru aljašského města Sitka ve Spojených státech amerických až do roku 2020, kdy byl odstraněn kvůli narůstajícímu tlaku ze strany úřadů a politicko-sociálnímu hnutí proti rasismu Black Lives Matter. Socha byla následovně přesunuta do městského muzea.

## Historie
Alexandr Baranov jakožto předák Rusko-americké společnosti v roce 1799 založil osadu a obchodní stanici Novo-Archangelsk (rusky Ново-Aрхангельск), která byla po koupi Aljašky Spojenými státy přejmenována na Sitku. Památník ruskému zakladateli města byl poprvé odhalen v roce 1989. Jednalo se o dar městu od manželů Lloyda and Barbary Hamesových. Už od počátku instalace se stal památník terčem vandalismu a sporů. Soše byl například poškozen nos, později ji byl zdevastován i celý obličej. Dúvodem útoků bylo to, že někteří obyvatelé Sitky Baranova považují za „bezcitného kolonizátora“, který zotročoval či vykořisťoval zdejší domorodce a jeho monument údajně nepřipomíná historii založení města, ba naopak připomíná trauma z dob ruské kolonizace, které dodnes poškozuje původní obyvatele města.
Rada města se tedy na popudy nespokojených občanů usnesla, že památník bude odstraněn a přesunut do městského muzea. Na tuto skutečnost zareagovala nadace Art Russe zabývající se ruským uměním, která aljašské straně nabídla odkoupení pomníku s plánem ho přemístit do Arktického muzea v Petrohradě. 